# Woody Sauldsberry
Woodrow "Woody" Sauldsberry Jr. (Winnsboro, Luisiana, 11 de julio de 1935-Baltimore, Maryland, 3 de septiembre de 2007) fue un jugador de baloncesto estadounidense que disputó siete temporadas de la NBA. Con 2,01 metros de altura jugaba en la posición de ala-pívot.

## Trayectoria deportiva

### Universidad
Jugó con los Tigers de la Universidad de Texas Southern, liderando a su equipo al ganar el campeonato que anualmente se celebraba en Nashville para universidades de raza negra. Consiguieron ir al campeonato de la NAIA, siendo el único de los 32 finalistas formado por jugadores afroamericanos. A pesar de que no ganaron el torneo, ojeadores de los Celtics y los Lakers se fijaron en él, pero en aquellos años un jugador universitario que no se hubiese graduado no podía entrar en la NBA, por lo que aceptó la oferta de Abe Saperstein, propietario de los Harlem Globetrotters, de firmar por dos años con el equipo-espectáculo.

### Profesional
Tras dejar los Trotters, entró en el Draft de la NBA de 1957, siendo elegido por Philadelphia Warriors en el puesto 60, en la octava ronda. a pesar de su lejana elección, sorprendió a todo el mundo haciéndose con el título de Rookie del Año tras promediar  12,8 puntos y 10,3 rebotes por partido. Al año siguiente se ganó un puesto en el All-Star Game, tras mejorar sus promedios hasta los 15,4 puntos y 11,5 rebotes por encuentro. Esa fue su mejor temporada como profesional.
Posteriormente jugaría con St. Louis Hawks, Chicago Zephyrs y, tras dos años de parón, con Boston Celtics, con quienes ganó su único anillo de campeón en 1966, el año de su retirada. En total promedió 10,7 puntos y 7,8 rebotes por partido.

## Estadísticas de su carrera en la NBA
|  | Denota temporadas en las que ganó un campeonato de la NBA |

### Temporada regular
| Año      | Equipo       | PJ  | MPP  | TC%  | TL%  | RPP  | APP | PPP  |
| -------- | ------------ | --- | ---- | ---- | ---- | ---- | --- | ---- |
| 1957–58  | Philadelphia | 71  | 33.5 | .360 | .615 | 10.3 | .8  | 12.8 |
| 1958–59  | Philadelphia | 72  | 38.1 | .363 | .625 | 11.5 | 1.0 | 15.4 |
| 1959–60  | Philadelphia | 71  | 26.0 | .334 | .534 | 6.3  | 1.6 | 9.9  |
| 1960–61  | St. Louis    | 69  | 21.6 | .299 | .560 | 7.1  | 1.1 | 7.5  |
| 1961–62  | St. Louis    | 14  |      |      |      |      |     |      |
| 1961–62  | Chicago      | 49  |      |      |      |      |     |      |
| 1961–62  | Totales      | 63  | 28.0 | .343 | .642 | 8.5  | 1.4 | 10.7 |
| 1962–63  | Chicago      | 54  | 30.8 | .384 | .685 | 6.8  | 1.2 | 12.9 |
| 1962–63  | St. Louis    | 23  | 16.1 | .356 | .545 | 3.5  | .5  | 6.2  |
| 1965–66† | Boston       | 39  | 13.6 | .321 | .500 | 3.6  | .4  | 4.4  |
| Total    | Total        | 462 | 27.7 | .348 | .610 | 7.8  | 1.1 | 10.7 |

### Playoffs
| Año   | Equipo       | PJ | MPP  | TC%  | TL%  | RPP  | APP | PPP  |
| ----- | ------------ | -- | ---- | ---- | ---- | ---- | --- | ---- |
| 1958  | Philadelphia | 8  | 36.3 | .344 | .565 | 10.9 | .8  | 12.9 |
| 1960  | Philadelphia | 9  | 33.1 | .340 | .571 | 7.1  | 1.3 | 12.9 |
| 1961  | St. Louis    | 12 | 33.9 | .364 | .560 | 9.0  | 2.8 | 13.7 |
| Total | Total        | 29 | 34.3 | .351 | .565 | 8.9  | 1.8 | 13.2 |

## Fallecimiento
Sauldsberry falleció en septiembre de 2007 en su apartamento de Baltimore a la edad de 72 años.